# Castra Nova equitum singularium
I Castra Nova equitum singularium, o «nuovo forte degli Equites singulares», erano uno dei due forti che fungevano da base a Roma antica per la guardia del corpo di cavalleria dell'imperatore, gli Equites singulares Augusti. Sul sito del forte fu successivamente eretta la basilica di San Giovanni in Laterano.
I Castra Nova di epoca severiana erano così chiamati perché erano il più nuovo dei due forti costruiti per alloggiare un ampliamento della guardia di cavalleria. Il forte precedente erano i Castra Priora, che si trovavano non molto lontano verso nord, ed erano stati costruiti probabilmente sotto l'imperatore Domiziano.

## Storia
Il forte può essere datato precisamente al 193, all'inizio del regno di Settimio Severo. Il nuovo accampamento fu reso necessario dall'aumento da parte di questo imperatore delle dimensioni della sua guardia di cavalleria da 1.500 a 2.000 uomini.
Si era sempre ipotizzato che il campo fosse sotto la Basilica di San Giovanni in Laterano, ma fu identificato definitivamente dagli scavi intrapresi tra il 1934 e il 1938 da Enrico Josi. Josi aveva ottenuto il permesso di esplorare l'area della navata della basilica anteriormente alla costruzione di un nuovo pavimento rinforzato in cemento. Nel giro di alcuni giorni divenne chiaro che i resti dei Castra Nova esistevano in buone condizioni proprio al di sotto del livello del pavimento e che lo scavo avrebbe incluso una gran parte dell'edificio dei principia (quartier generale). Gli scavi completi furono poi pubblicati da Colini.
Furono scoperti anche un grande edificio di magazzini a due piani e due caserme, ma il maggiore interesse si incentrò intorno ai principia in quanto le loro due robuste stanze erano molto ben conservate, come anche varie stanze di uffici. Al termine dell'indagine i resti furono preservati sotto la basilica (insieme ai resti della cattedrale costantiniana e di una domus neroniana) in uno spettacolare parco archeologico sotterraneo.

## Le iscrizioni deicuratores

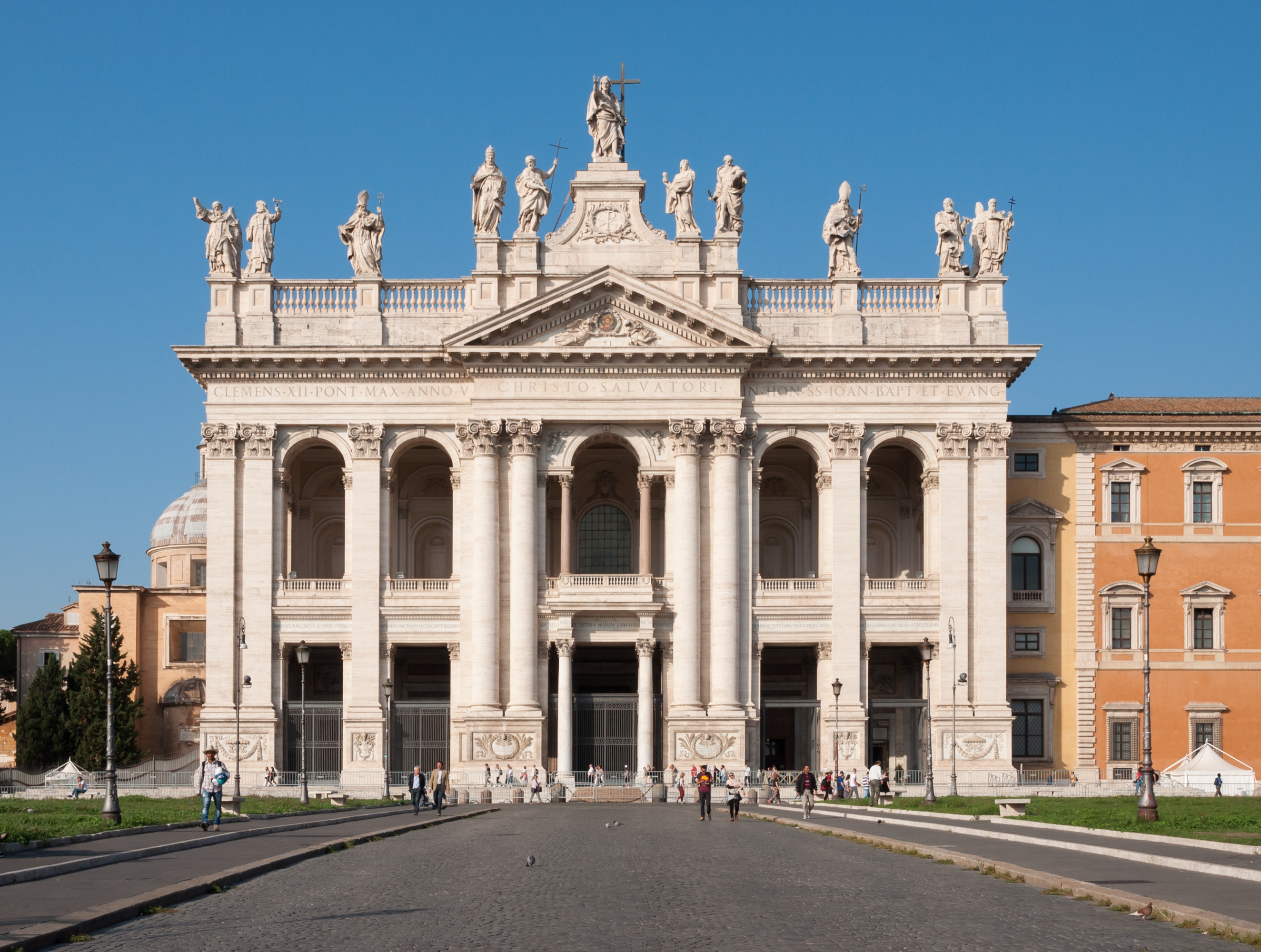
La basilica di San Giovanni in Laterano, sotto la quale si trovano i resti dei Castra Nova.

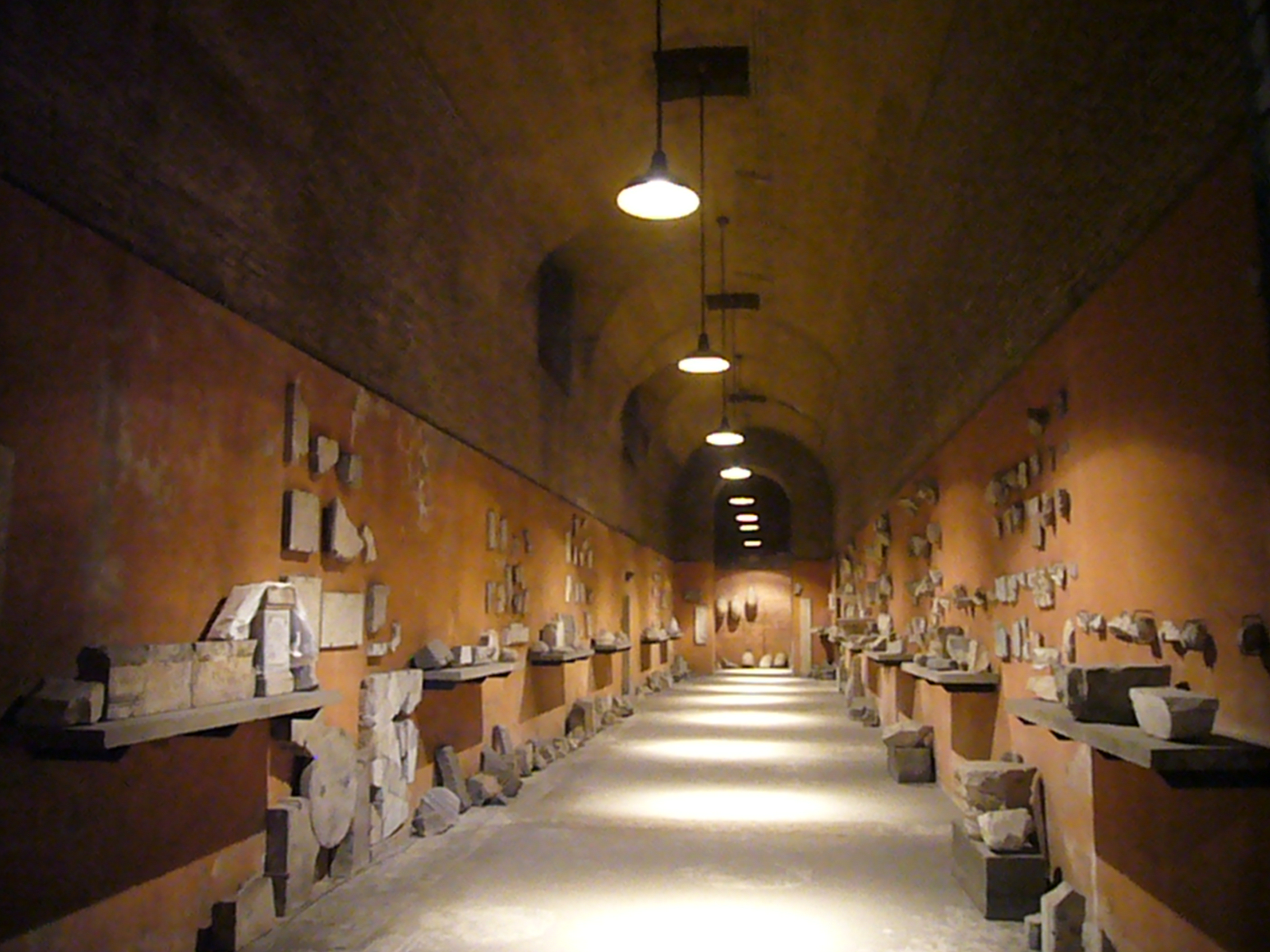
L'accesso agli scavi, sotto la Basilica del Laterano

Il 13 agosto 1934, un capitello ionico fu scoperto all'interno di una delle stanze del quartier generale, che giaceva sotto una corta colonna di granito ancora infissa nel pavimento. Sul capitello erano state scolpite due incisioni per conto di un'associazione di curatores, i soldati che fungevano da stallieri per i cavalli della guarnigione. Il primo testo fu dedicato nel 197 d.C. il 1º gennaio nel consolato di Rufino e Laterano. Si sapeva che gli Equites avevano prestato servizio nella Battaglia di Lione il 19 febbraio, anche se evidentemente non questi uomini. L'iscrizione registra la dedica della schola curatorum a Minerva Augusta, indicando che lo stesso collegium curatorum solo recentemente era venuto in possesso di una stanza per le riunioni ufficiali che potevano consacrare.
La seconda iscrizione fu dedicata nel 203 d.C. ob reditum ab expeditione felicissima in urvem sacram, cioè al ritorno delle guardie a Roma in seguito alla loro scorta della famiglia imperiale. La expeditio felicissima potrebbe riferirsi all'intera serie di eventi a partire dalla quale gli equites singulares Augusti lasciarono Roma nel 197 d.C..
Il rovesciamento del capitello fornì inoltre prove storiche che attestano la distruzione dei Castra Nova da parte delle forze di Costantino e offrono un terminus ante quem sia per lo scioglimento del collegium che per l'accampamento stesso.